# Sarah Mapps Douglass
Sarah Mapps Douglass (Filadelfia, 9 settembre 1806 – Filadelfia, 8 settembre 1882) è stata una scrittrice, pittrice, oratrice, conferenziera ed abolizionista statunitense.
Le sue immagini dipinte sulle sue lettere potrebbero essere il primo o i primi esempi sopravvissuti di disegni firmati da una donna afroamericana. Questi dipinti sono contenuti nel Cassey Dickerson Album, una rara raccolta di lettere di amicizia del XIX secolo tra un gruppo di donne.
La Douglass fu la prima studentessa afroamericana del Female Medical College of Pennsylvania e fu uno dei membri fondatori della Female Literary Association e della Philadelphia Female Anti-Slavery Society.

## La prima infanzia e la famiglia
Sarah Douglass nacque a Filadelfia, in Pennsylvania, da un'importante famiglia abolizionista, unica figlia degli abolizionisti Robert Douglass, un fornaio, e Grace Bustill Douglass, una modista e insegnante. Il nonno di Douglass, Cyrus Bustill, un quacchero che possedeva una panetteria e gestiva una scuola da casa sua, fu un membro della Free African Society. Douglass, crebbe tra l'élite di Filadelfia e, secondo C. Peter Ripley, “da bambino ricevette numerose lezioni private”.
Lei faceva parte della famiglia Bustill di Filadelfia. Suo fratello era l'artista Robert Douglass Jr. con il quale condivideva gli spazi pubblicitari nel suo negozio di Arch Street, dove viveva la loro famiglia. Suo cugino era l'artista David Bustill Bowser.

## Formazione e carriera

### Insegnamento
All'inizio degli anni Venti del XIX secolo, la Douglass frequentò l'università e poi insegnò per un breve periodo a New York. Nel 1825 iniziò a insegnare a Filadelfia in una scuola organizzata dalla madre insieme a James Forten, un ricco fabbricante di vele afroamericano, che aveva frequentato anche lei da bambina. A partire dal 1833, insegnò per un breve periodo alla Free African School for Girls, prima di avere stabilito una propria scuola per ragazze afroamericane. Ben presto fu riconosciuta come un'insegnante di talento nelle scienze e nelle arti e per aver imposto alle sue studentesse standard elevati. Nel 1838 la Filadelfia Female Anti-Slavery Society rilevò la scuola, mantenendo lei come preside. Nel 1854 la scuola si fuse con l'Institute for Colored Youth (oggi Cheyney University of Pennsylvania) di Lombard Street e lei divenne la direttrice del dipartimento primario, posizione che mantenne fino al suo pensionamento nel 1877. Come insegnante si impegnò per dare alle ragazze pari opportunità di imparare materie che in precedenza erano state riservate principalmente ai ragazzi, tra cui la matematica e le scienze. Lei stessa si interessava a varie scienze e teneva in classe un gabinetto personale di storia naturale, che comprendeva una collezione di conchiglie e minerali da far studiare ai suoi studenti.
Il suo ruolo di attivista iniziò già nel 1831, quando a venticinque anni organizzò una raccolta di denaro da inviare a William Lloyd Garrison per sostenere The Liberator, di cui fu anche collaboratrice.

### Associazione letteraria femminile

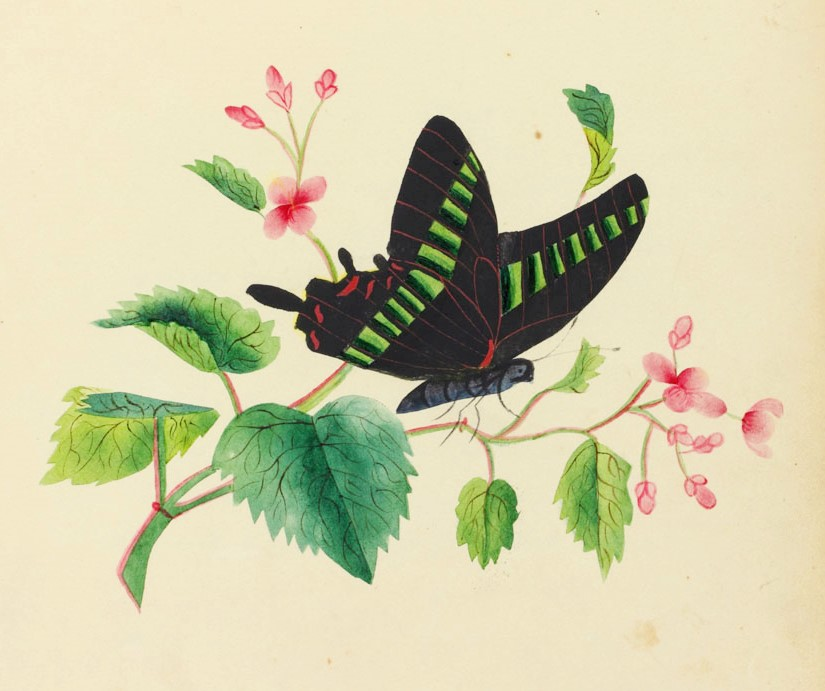
Un altro acquerello della Douglass

La Douglass contribuì anche a fondare la Female Literary Association (FLA) nel 1831, un gruppo di donne afroamericane libere che si dedicavano a migliorare le proprie capacità e ad approfondire l'identificazione con le donne nere schiavizzate. Società letterarie nere come questa iniziarono a formarsi nelle città del Nord tra la fine degli anni Venti e l'inizio degli anni Trenta del XIX secolo. Queste società si rivolgevano alla lettura come metodo inestimabile per acquisire conoscenze e alla scrittura come mezzo per affermare la propria identità, registrare informazioni e comunicare con un pubblico nero che spaziava dagli alfabetizzati ai semianalfabeti agli analfabeti. Le società si basavano sull'idea che, per il benessere e la sopravvivenza della comunità, gli individui dovevano riunirsi in gruppi più ampi che avrebbero creato un senso di identità nazionale e di spirito collettivo e avrebbero esteso le conoscenze essenziali alla comunità nera, sia libera che schiavizzata.
La Douglass fu uno dei leader della FLA, che fu la prima biblioteca sociale dedicata alle donne afroamericane. La FLA fornì uno spazio alle donne nere per condividere le letture importanti che trovavano e i propri scritti. L'Associazione letteraria femminile incoraggiò il miglioramento di se stesse attraverso l'istruzione, sia per gli alfabetizzati che per gli analfabeti, sia per i liberi che per gli schiavi. L'istruzione doveva impedire ai bianchi di credere nell'inferiorità intellettuale degli afroamericani. La Douglass e le donne dell'Associazione credevano che la "coltivazione dei poteri intellettuali" fosse la più importante impresa umana, perché Dio aveva donato quei poteri e quei talenti. Era loro dovere, in quanto donne e afroamericane, usare questi talenti per cercare di abbattere le divisioni esistenti tra afroamericani e bianchi e per lottare per la parità di diritti delle persone di colore.
I membri della Female Literary Association si incontravano ogni martedì per dedicarsi alla lettura e alla recitazione allo scopo di "migliorare reciprocamente le attività morali e letterarie". Secondo il loro sostenitore William Lloyd Garrison, quasi tutti i membri scrivevano settimanalmente pezzi originali, messi anonimamente in una scatola, che un comitato successivamente giudicava. La stessa Douglass scrisse spesso prose e poesie, molte delle quali pubblicate nel “Ladies' Department” di The Liberator, The Colored American e Anglo-African Magazine con lo pseudonimo di Zillah e forse anche di “Sophonisba”.

In un discorso tenuto all'Associazione nel 1832 in occasione di una "festa mentale", la Douglass raccontò come fosse nata la chiamata all'attivismo verso la Female Literary Association:
Solo un anno fa, quanto erano diversi i miei sentimenti sul tema della schiavitù! È vero che il lamento del prigioniero mi giungeva talvolta all'orecchio nel bel mezzo della mia felicità e mi faceva sanguinare il cuore per i suoi torti; ma, ahimè, l'impressione era evanescente come la nuvola e la rugiada del mattino. Mi ero creata un piccolo mondo tutto mio e non mi importava di uscire dai suoi confini. Ma come cambiò la scena quando vidi l'oppressore in agguato al confine della mia pacifica casa! Vedevo la sua mano di ferro tesa ad afferrarmi come sua preda, e la causa dello schiavo divenne la mia. Mi alzai e con uno sforzo poderoso scacciai il letargo che mi aveva coperto come un mantello per anni e decisi, con l'aiuto dell'Onnipotente, di fare ogni sforzo in mio potere per risollevare il carattere della mia razza maltrattata e trascurata.

### Philadelphia Female Anti-Slavery Society
Con la madre fu uno dei membri fondatori (1833) della birazziale Philadelphia Female Anti-Slavery Society. La Società, fin dall'inizio, fu interrazziale, includendo membri di origine afroamericana come la Douglass insieme a donne bianche, come Lucretia Mott. Lo scopo della società era quello di garantire l'abolizione totale della schiavitù il prima possibile, senza alcun compenso per i proprietari di schiavi, e di ottenere pari diritti civili e religiosi con i bianchi degli Stati Uniti.
Il 14 dicembre 1833, la società mise a punto la sua Costituzione, in cui si affermava che i membri ritenevano loro dovere “come cristiani professanti, manifestare la loro avversione per la flagrante ingiustizia e il profondo peccato della schiavitù con sforzi uniti e vigorosi”. L'adesione alla Società era aperta a tutte le donne che sottoscrivevano queste idee e contribuivano alla Società.
I membri della Società sottoscrissero diverse riviste antischiaviste, come The Liberator e The Emancipator di Garrison, da far circolare tra i membri e i loro amici. La Società accumulò anche una piccola biblioteca di libri e opuscoli antischiavisti da diffondere. "Entro il primo anno di vita, aveva fondato anche una scuola per i bambini afroamericani. La Società promosse anche il boicottaggio dei beni prodotti dagli schiavi e fece pressione per l'emancipazione. Questo includeva la diffusione di petizioni al Congresso per l'abolizione della schiavitù nel Distretto di Columbia e in altri territori federali e per la soppressione del commercio di schiavi tra gli Stati americani". Nel 1840 aveva fatto parte del gruppo come membro del consiglio di amministrazione, del comitato per le fiere annuali, del comitato per l'istruzione, della segreteria di registrazione e di corrispondenza, del sistema bibliotecario e del direttivo.

## Gli ultimi anni e la morte
Dal 1853 al 1877 la Douglass studiò anatomia, salute e igiene femminile e acquisì una formazione medica di base presso il Female Medical College of Pennsylvania, diventando la prima studentessa afroamericana, e presso il Ladies' Institute of Pennsylvania Medical University. Il suo lavoro presso gli istituti medici influenzò la sua decisione di tenere conferenze e lezioni serali alle donne afroamericane durante gli incontri del Banneker Institute su temi di fisiologia e igiene.
Nel 1855 sposò William Douglass, rettore afroamericano della chiesa episcopale di St. Thomas e vedovo con nove figli. Dopo la morte del marito nel 1861, riprese le sue attività antischiaviste e l'insegnamento a tempo pieno.
Morì nel 1882 a Filadelfia e fu sepolta nel Cimitero di Eden a Collingdale, in Pennsylvania, in una tomba senza nome.

## Nella cultura popolare
Sarah Douglass è la protagonista dell'opera teatrale If She Stood di Ain Gordon del 2013, commissionata dal Painted Bride Art Center di Filadelfia.